# Lophoptera illucidella
Lophoptera illucidella är en fjärilsart som beskrevs av Embrik Strand 1917. Lophoptera illucidella ingår i släktet Lophoptera och familjen nattflyn. Inga underarter finns listade i Catalogue of Life.